# Thomason-Barker Ranch
Koordinaten: 35° 51′ 41,7″ N, 117° 5′ 4″ W

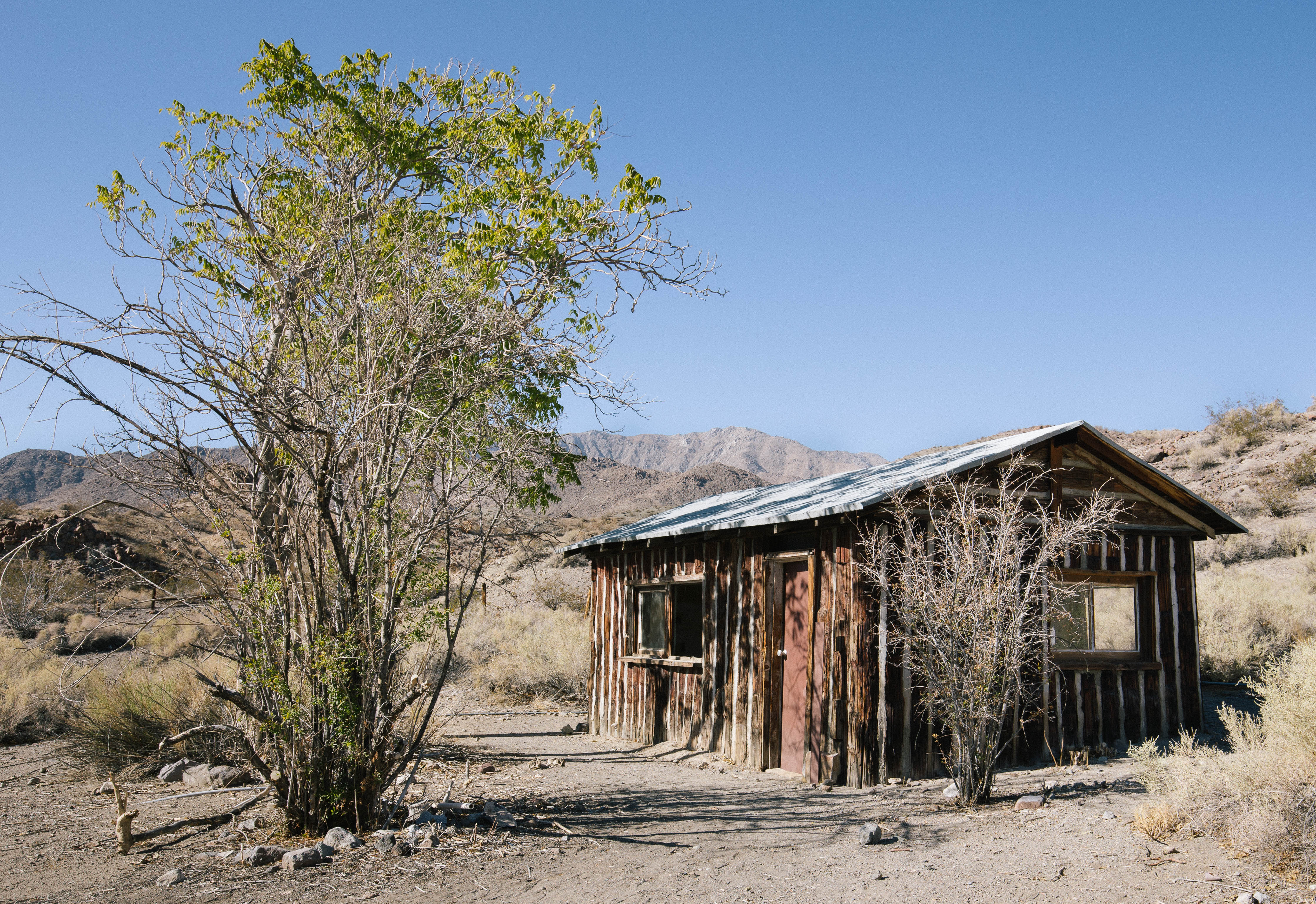
Gebäude auf der Thomason-Barker-Ranch, 2014

Die Thomason-Barker Ranch ist ein aufgegebenes Anwesen im Death-Valley-Nationalpark im Bundesstaat Kalifornien in den Vereinigten Staaten. Sie wurde besonders als Rückzugsort der Manson Family bekannt.

## Lage
Es handelt sich um ein rund 2 Hektar (5 Acres) großes Gelände im Goler Wash, einem Canyon am Westhang der Panamint Range, im südwestlichen Teil des Death-Valley-Nationalparks. Die Meereshöhe beträgt knapp 1000 Meter über Normalnull. Das Gebiet ist wüstenartig, praktisch unbewohnt, und zeichnet sich durch das völlige Fehlen von Infrastruktur aus. Die Ranch ist nur über eine Schotter- und Geröllpiste im Goler Wash erreichbar. Sie gehört politisch zum Inyo County. Die Lagebezeichnung lautet Township 24 South, Range 45 East, Section 11 (Mount Diablo Meridian).  Die nächstgelegene Ortschaft ist die ca. 25 Kilometer Luftlinie südwestlich gelegene, ehemalige Bergbausiedlung Trona, die seit dem Niedergang des dortigen Chemiewerkes stark verfällt.
Die Bezeichnung Ranch ist irreführend, da niemals Landwirtschaft betrieben wurde und diese auf Grund der Gegebenheiten des Landes auch kaum möglich wäre. Die Bewohner der wenigen Anwesen gaben in der Regel Bergbau als Grund ihrer Anwesenheit an, um sich in der Wüste niederlassen zu können. Jedoch wurde auch dieser nie ernsthaft betrieben.

## Geschichte

### Frühgeschichte
Der Teil der Mojave-Wüste, in dem sich die Thomason-Barker Ranch befindet, gehört zu einem Raum, in dem Stämme der Timbisha und Kawaiisu seit Jahrtausenden präsent sind. Jedoch gibt es dort keine archäologischen Funde, die auf Ansiedlungen hinweisen. Eine archäologische Erkundung im Jahr 2005 verlief erfolglos.  Im Death Valley werden an verschiedenen Stellen Bodenschätze gefunden, neben Gold und Silber vor allem Talkum und Borax. Diese wurden sowohl industriell als auch durch Kleinunternehmer gefördert. Von diesen Tätigkeiten abgesehen ist die Gegend praktisch menschenleer.
In den 1930er Jahren kam es zu einer Bewegung von Menschen, die dem städtischen Leben und den Auswirkungen der Great Depression entfliehen wollten und ein betont einfaches Leben auf dem Land suchten. Dies führte dazu, dass verstreute Siedler auch im Death Valley auftauchten und sich niederließen. Sie werden im Cultural Landscape Inventory des Death-Valley-Nationalparks als „Erholungsrancher“ bezeichnet. Der wesentliche Unterschied zu herkömmlichen Siedlern bestand darin, dass sie ihren Lebensunterhalt nicht aus der Bewirtschaftung ihrer Ansiedlungen, sondern aus anderen Quellen bezogen.

### Bau
1937 meldete das Rentnerehepaar Bluch Thomason, ein Kriminalpolizist im Ruhestand, und Helen Thomason aus Los Angeles einen Claim für ein fünf Acres großes Gelände am Goler Wash an. Dies war die Voraussetzung des General Mining Act von 1872, sich auf bundeseigenem Land niederlassen zu dürfen, das vom Government Land Office verwaltet wurde. Auf diese Weise entstanden in den 1930er und 1940er Jahren im Bereich des Goler Wash vier kleine Ansiedlungen und einige weitere im einige Kilometer nördlich gelegenen Butte Valley. Um das Ansiedlungsrecht zu erhalten, gaben die Siedler an, Bergbau betreiben zu wollen, tatsächliches Motiv war aber der Wunsch nach einem Leben in Abgeschiedenheit. Es wurden sogar einige kleine Grabungen vorgenommen, um dem General Mining Act Genüge zu tun. Die Anmeldung Bluch Thomasens enthielt die angeblichen Quarzminen „Tommy Group“, „Tommy Group No. 2“ und „Tommy Group No. 3“ sowie eine Hütte. 1939 fügte er drei Zeltkonstruktionen hinzu, es folgten drei Zyanidtanks für die Erzgewinnung, später ein Wasserleitungssystem, eine Garage, eine Gästeunterkunft, ein Hühnerstall und ein Windrad. Mangels Ertrag gaben die Thomasons den Bergbau bald wieder auf, wohnten jedoch weiter auf der Ranch, bis Bluch Thomasen 1950 verstarb. Seine Witwe Helen zog weg, die Ranch wurde von ihrer Familie nur noch sporadisch als Ausflugsziel genutzt.

### Verkauf an die Familie Barker
1956 verkaufte Helen Thomason die Schürfrechte und die Ranch an James und Arlene Barker. Diese meldeten die Ranch als „Chespa Mill Site“ an. 1957 erweiterten sie ihre Anmeldung auf eine „Toleta“-Ganglagerstätte westlich des Anwesens. Die Ranch wurde um ein ca. 20.000 Liter fassendes Wasserbassin und eine Wohnbaracke erweitert. In den 1960er Jahren meldeten die Barkers weitere Claims an, unter anderem für den Uran-Abbau. Welche Erträge erzielt wurden, ist nicht bekannt, jedoch dürfte die Ranch um 1968 bereits faktisch aufgegeben gewesen sein. Möglicherweise dienten diese Anmeldungen nur dem Nachweis eines scheinbaren Bergbaubetriebes. Da Arlene Barker ab 1971 keine Nachweise über eine Bergbautätigkeit mehr einreichte, verfiel ihr Nutzungsrecht für das Gelände, und es wurde vom 1946 gegründeten Bureau of Land Management übernommen. Auch die anderen Siedlungen in der Region waren zu diesem Zeitpunkt überwiegend wieder aufgegeben. Einzig die einige hundert Meter östlich des Thomasen-Barker-Anwesens gelegene Myers Ranch existiert noch. Sie wurde nach einem Feuer neu aufgebaut.

### Nutzung durch die Manson Family
Ab 1968 begann die Manson Family die verfallende Ranch sporadisch zu nutzen und das Umland zu durchstreifen. Einem Mitglied der Manson Family war die Ranch auf Grund verwandtschaftlicher Beziehungen bekannt. Nach Aufgabe der Spahn Movie Ranch gelang es der Gruppe, ihren Schulbus über den Mengel Pass auf die Ranch zu bringen, wo er stationär verblieb. Die Gruppe wurde auch in dieser extrem abgelegenen Gegend auffällig, unter anderem bestand der Verdacht, eine Straßenbaumaschine angezündet und zerstört zu haben. Ein Bewohner der Gegend gab an, die Gruppe hätte einen Führer, der in Gewänder gekleidet Predigten halte. Sie feiere Orgien und konsumiere Drogen. Ferner fahre sie nachts mit einer Flotte von Geländefahrzeugen in der Wüste umher „wie Rommel und das Afrikakorps“. Daraufhin suchten am 29. September 1969 der Polizist James Pursell und Park Ranger Dick Powell die Ranch auf. Sie trafen eine Gruppe teilweise nackter junger Frauen an und untersuchten einige Fahrzeuge, die sichtbar mit Schusswaffen ausgestattet waren. Eine spätere Überprüfung der notierten Fahrgestellnummern ergab, dass die Fahrzeuge als gestohlen gemeldet waren. Am 10. Oktober kam es zu einer Durchsuchung der Ranch, bei der mehrere Personen festgenommen wurden, darunter Susan Atkins, Patricia Krenwinkel, Leslie Van Houten, Lynette Fromme, Catherine Share, Sandra Good  und Steve Dennis Grogan. Bei der Durchsuchung wurden neben weiteren gestohlenen Fahrzeugen Beweise dafür aufgefunden, dass die Gruppe tatsächlich die Baumaschine angezündet hatte. Als Pursell mit zwei Rangern am 12. Oktober 1969 erneut zur Ranch fuhr, um sichergestelltes Beweismaterial abzuholen, beobachtete er dort einen mit Benzinfässern beladenen Pick-up. Es kam zu einer erneuten Durchsuchung, bei der wiederum mehrere Personen festgenommen wurden. Pursell entdeckte schließlich Charles Manson, der sich in einem Badezimmerschrank versteckt hatte. Manson habe sich höflich mit Namen vorgestellt und angegeben, er verstecke sich mit seiner Gruppe, um einem ausbrechenden Rassenkrieg zu entgehen. Er habe die Polizisten aufgefordert, ihn laufen zu lassen und sich selbst in Sicherheit zu bringen. Während der Durchsuchungen erschienen zwei Gruppenmitglieder, Kathryn Lutesinger und Stephanie Schram, die von der Gruppe geflohen waren, sich in der Nähe versteckt hielten und nicht weiter wussten. Sie baten die Polizei um Schutz. Ihre Aussagen sollten bei den späteren Mordermittlungen gegen die Manson Family Bedeutung erlangen.
Seither gibt es keine Hinweise mehr auf eine Nutzung der Ranch. 1971 zerlegte ein Aufseher den Schulbus und warf den Schrott in eine aufgegebene Grube.

### Leerstand und weitere Ermittlungen

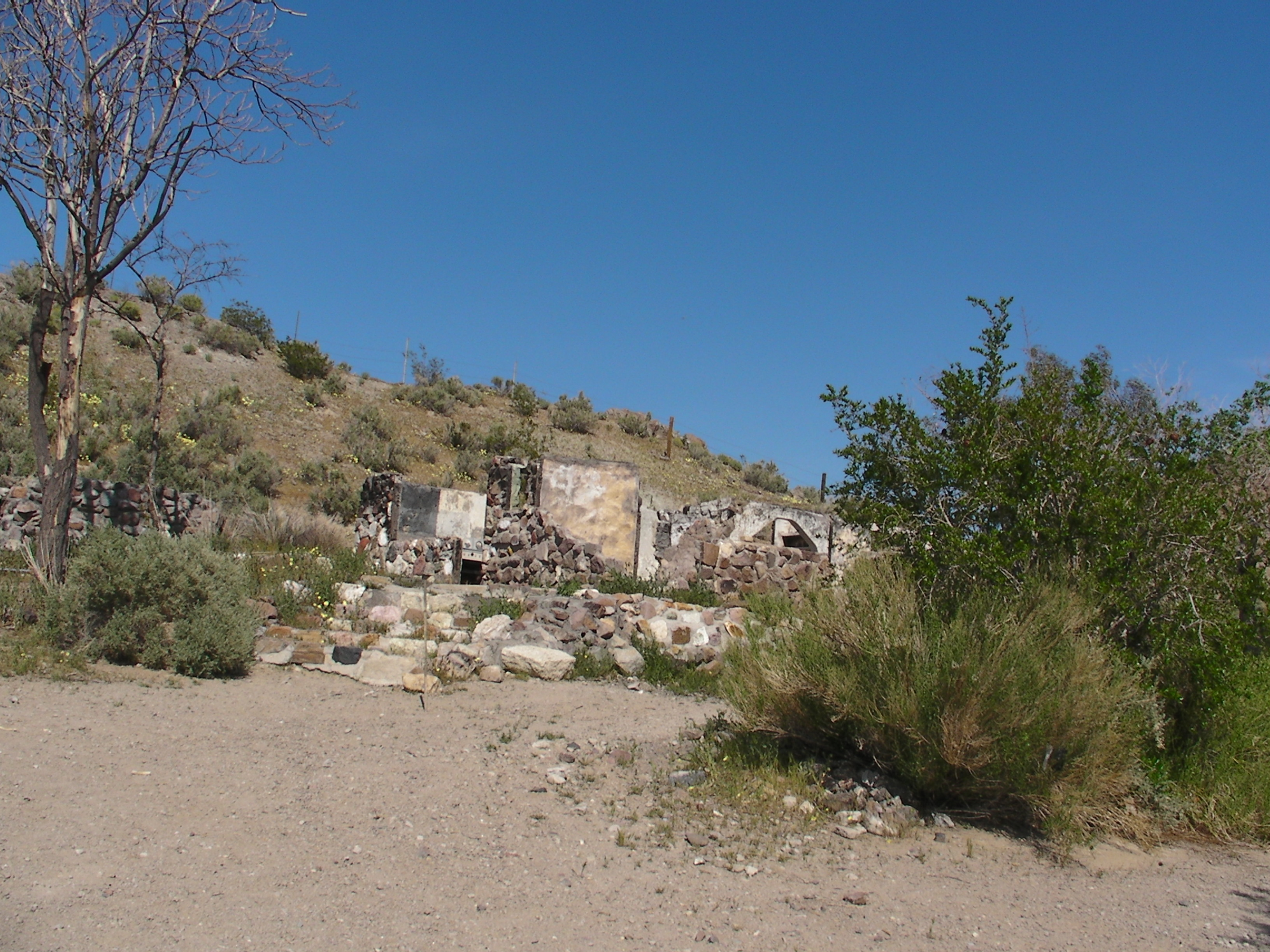
Das ausgebrannte Hauptgebäude, 2010

1994 übertrug das Bureau of Land Management den Teil des Nationalparks, in dem die Thomasen-Barker Ranch liegt, im Rahmen des California Desert Protection Act dem National Park Service.
2005 wurde das Gelände durch den National Park Service begutachtet und für erhaltungswürdig befunden.
Im Mai 2008 wurden auf dem Gelände der Ranch durch den Sheriff von Inyo County Bodenuntersuchungen vorgenommen und Erdproben entnommen, da der Verdacht bestand, dass dort weitere Opfer der Manson Family begraben sein könnten. Der Verdacht bestätigte sich nicht.
2009 brannte das Hauptgebäude bei einem Feuer vollständig aus, nur das Fundament und Teile des Mauerwerks blieben stehen.